# Beaumetz-lès-Loges

Beaumetz-lès-Loges este o comună în departamentul Pas-de-Calais, Franța. În 1 ianuarie 2022 avea o populație de 1.000 de locuitori.